# Pierre Ier (tsar de Bulgarie)
Pour les articles homonymes, voir Pierre Ier.
Pierre Ier (en bulgare : Петър I (Petar I)), dit le saint tsar Pierre (en bulgare : Свети цар Петър (Sveti tsar Petar)), fils de Siméon Ier, fut tsar de Bulgarie du 27 mai 927 au 29 ou 30 janvier 969.

## Biographie
Son oncle maternel Georges Sursuvul ou Sursubul fut régent au début de son règne. Pierre Ier de Bulgarie s’est marié au début de l’année 928, à Constantinople avec Maria (qui fut rebaptisée Irina - paix - en hommage à la paix durable qui fut établie entre les deux peuples), petite-fille de l’empereur byzantin Roman Ier Lécapène. De ce mariage sont nés Boris et Roman-Siméon. Conformément aux stipulations du traité de paix conclu entre le tsar et l’empereur à l’occasion du mariage de Pierre, l’archevêché de Bulgarie fut élevé au rang de patriarcat. Ainsi, l’archevêque de Distr (aujourd’hui Silistra) - Damian - est devenu le premier patriarche de Bulgarie. En outre, l’Empire byzantin a officiellement reconnu, par ce traité, le titre de "tsar" (empereur) du souverain des Bulgares et le statut patriarcal du chef de l'Église bulgare.
Aux alentours de 933, le prince serbe Časlav Klonimirović s’est enfui de la capitale Preslav et a soulevé les régions occidentales des Balkans. Le tsar Pierre fut contraint de reconnaître l’État serbe qui fut recréé. Il dut également faire face à plusieurs incursions des Hongrois en 934, 943, 948 et 958. N’ayant pas pu faire face à ces incursions, il dut, d’abord, s’engager à leur payer un tribut puis il fut contraint de conclure avec eux un traité de paix qui était dirigé contre l’Empire byzantin.
Pierre ne réussit pas à préserver le grand État dont il avait hérité de Siméon Ier. S’il est incontestable qu’il n’avait pas l’érudition de son père, ni ses aptitudes militaires et diplomatiques, cet affaiblissement de l’État fut aussi dû au fait que les ressources du pays et la population paysanne — qui fournissait la plupart des soldats de l'armée — avaient été mises à rude contribution sous le précédent règne. Sous le règne de Pierre Ier, les boyards et le haut-clergé s’enrichirent, alors que l’essentiel de la population s’appauvrit. Les ermites qui défièrent l’Église s’enfuirent dans les montagnes. Plusieurs hérésies, dont celle des Bogomiles, se répandirent et les révoltes paysannes se multiplièrent en signe de révolte sociale. Les prêches du prêtre Bogomil — qui enseignait que l’État et l’Église étaient des créations de Satan — cristalisèrent autour de lui les ressentiments que la population avait contre le tsar, les boyards et le haut-clergé. Le succès de cette doctrine fut désastreux pour l’État alors que la famine, la sécheresse et les bords sévissaient, minant ainsi les structures de l’État. 
Deux complots furent organisés contre le tsar par ses frères, et il eut du mal à trouver des soutiens parmi les boyards. La majorité de ceux-ci le blâmaient pour la reconciliation avec l’Empire byzantin et pour ne pas faire des projets de conquêtes, alors que seule une minorité se félicitait de la prospérité apportée par la paix avec l’Empire.
À partir de 963, les relations avec l’Empire byzantin se tendirent : d’un côté ce dernier voulait forcer l’État bulgare à s’allier avec lui contre la Principauté de Kiev alors que, d’un autre côté, il incitait le prince de Kiev à attaquer la Bulgarie. Les troupes du prince kievien Sviatoslav Ier pénétrèrent en Bulgarie, en 968 et 969, à l’instigation de l’empereur Nicéphore II Phocas. Pierre Ier dut envoyer ses fils à Constantinople, en 968, l’empereur Nicéphore II soumettant la signature d’un traité de paix à la constitution des fils du tsar — Boris et Roman — comme otages. Ce traité tendait à régler le conflit bulgaro-byzantin, permettant ainsi indirectement aux belligérants de joindre leurs forces contre le prince Sviatoslav Ier de Kiev. Lors de l’invasion de 968, les troupes kieviennes conquirent la Dobroudja ainsi que 80 places fortes et, lorsqu’elles arrivèrent jusqu’à la capitale Preslav, le tsar ne résista pas à la pression et fut victime d’une crise d’apoplexie. À la suite de ces évènements, il abdiqua et prononça les vœux pour devenir moine. Il mourut peu de temps après.
Le règne de Pierre Ier fut le plus long du premier royaume bulgare. Le tsar accorda beaucoup d’attention à l’église de Bulgarie et après sa mort fut canonisé comme "saint", avec sa fête le 29 ou 30 janvier.